# Pierre Jean Charles Lizot
Pierre Jean Charles Florent Lizot est un homme politique français né le 4 novembre 1768 à Brionne et mort le 30 janvier 1827 à Paris.

## Biographie
Procureur impérial sous le Premier Empire, il est maintenu en poste à Bernay sous la Restauration. Il est député de l'Eure de 1815 à 1827, siégeant dans la minorité ministérielle de la Chambre introuvable puis à droite, soutenant les ministères de la Restauration. A également été promu juge de paix du 5e arrondissement de Paris le 26 mars 1817. Il est décédé en cours de session le 30 janvier 1827.

## Sources
- « Pierre Jean Charles Lizot », dans Adolphe Robert et Gaston Cougny, Dictionnaire des parlementaires français, Edgar Bourloton, 1889-1891 [détail de l’édition]